# Посёлок Лесничества Белый Ключ
Лесничества Белый Ключ — посёлок в городском округе город Ульяновск Ульяновской области.

## География
Находится в Железнодорожном районе г. Ульяновска, у северо-восточной окраины села Белый Ключ.

## История
Указом ПВС РСФСР от 5 апреля 1978 года в состав города Ульяновска включены территории посёлков станции Студенческая и Ульяновского лесничества Ульяновского района.

## Население
Население составляло 279 человека в 2002 году (русские 78%), 43 чел. — по переписи 2010 года.